# Chris Blackwell
Chris Blackwell (Londra, 22 giugno 1937) è un produttore discografico britannico, fondatore della Island Records.
Nato a Londra da padre irlandese e madre costaricana sefardita, Blackwell passò la sua infanzia in Giamaica, finché non venne mandato in Inghilterra per motivi di studio.
Avendo deciso di non intraprendere gli studi universitari, tornò in Giamaica e divenne l'aiutante di campo del governatore Sir Hugh Foot. Dopo che questo fu trasferito a Cipro, Blackwell intraprese la carriera d'affari che lo portò a contatto con la comunità musicale giamaicana.
Nel 1959 fondò la Island Records e fu tra i primi a produrre album di musica popolare giamaicana, musica che sarebbe poi diventata famosa con il nome di ska.
Nel 1962 ritornò in Inghilterra e si mise a vendere dischi agli inglesi di origine afro-giamaicana.

## Gli inizi nell'industria discografica
Dopo questo inizio, Blackwell passò ad importare nastri originali dalla Giamaica, uno dei quali conteneva la performance di Millie Small, che egli portò in Inghilterra all'età di 15 anni e con la quale registrò e produsse, nel 1964 il brano My Boy Lollipop, che vendette 6 milioni di copie in tutto il mondo e lanciò la Island Records nella corrente della musica in voga all'epoca.
Iniziò poi a mettere sotto contratto gruppi bianchi, cominciando da  The Spencer Davis Group, con Steve Winwood.
La Island divenne una delle etichette discografiche indipendenti di maggior successo negli anni 60 e 70 con gruppi quali Traffic, Spooky Tooth, Fairport Convention, King Crimson, Free, John Martyn, Nick Drake ed Emerson, Lake & Palmer.
La Island Records fu il primo distributore britannico per la Chrysalis Records, la Virgin Records e per l'etichetta statunitense Sue Records, produttrice di Jimmy McGriff, The Soul Sisters e Ike & Tina Turner.
Alla fine, la Island entrò nel business del cinema e fece uscire in Inghilterra il film Più duro è, più forte cade (The Harder They Come) con Jimmy Cliff. Questo film, prodotto e diretto dal giamaicano Perry Henzell, aiutò la diffusione della musica reggae nel mondo.
Ma il vero colpo messo a segno da Blackwell fu quello di portare Bob Marley & The Wailers, stelle emergenti del reggae giamaicano ma praticamente sconosciuti fuori dalla Giamaica, all'attenzione del pubblico internazionale.
Blackwell creò poi la Mango Records, etichetta che produceva artisti giamaicani e provenienti dal "terzo mondo". la Mango Records lanciò molti artisti, tra i quali Burning Spear, Black Uhuru, Third World, Aswad, Salif Keïta, Baaba Maal, Angélique Kidjo.
Tutte le etichette di Blackwell vennero vendute alla Polygram e dal 1998 sono parte del gruppo Universal Music Group, ma Blackwell si ritirò dalla scena con la fama di essersi preso cura di artisti eclettici come Bob Marley, U2, Cat Stevens, Grace Jones, Steve Winwood, Melissa Etheridge, Tom Waits, The Cranberries, Richard Thompson e PJ Harvey.
Successivamente alla vendita delle sue etichette discografiche, Blackwell ha fondato la Palm Pictures, una società d'intrattenimento che propone musica, film e DVD.
Blackwell è attualmente socio della Island Outpost, che gestisce e propone sul mercato un gruppo di resort di lusso in Giamaica e nelle Bahamas: "Goldeneye", la vecchia casa di Ian Fleming, dove vennero scritti tutti i libri di James Bond, è il più esclusivo di questi resort.